# Muskowekwan 85-8
Muskowekwan 85-8 är ett reservat i Kanada.   Det ligger i provinsen Saskatchewan, i den sydöstra delen av landet, 2 200 km väster om huvudstaden Ottawa.
Trakten runt Muskowekwan 85-8 består till största delen av jordbruksmark. Trakten runt Muskowekwan 85-8 är nära nog obefolkad, med mindre än två invånare per kvadratkilometer.